# USS Intrigue (AM-253)
USS Intrigue (AM-253) – trałowiec typu Admirable służący w United States Navy w czasie II wojny światowej. Służył na północnym Atlantyku.
Stępkę okrętu położono 17 grudnia 1943 w stoczni Savannah Machine & Foundry Co. w Savannah (Georgia). Zwodowano go 8 kwietnia 1944, matką chrzestną była żona Henry`rego R. Kellera. Jednostka weszła do służby 31 lipca 1944, pierwszym dowódcą został Lt. P. Ft. McLaughlin.
Brał udział w działaniach II wojny światowej. Pełnił funkcje pomocnicze na Atlantyku. Sprzedany Meksykowi 1 października 1962 gdzie służył jako DM-19 (E-9).